# 奥丽奥尔·东戈莫
奥丽奥尔·东戈莫（Auriol Dongmo，1990年8月3日—），喀麦隆、葡萄牙女子田径运动员，2022年世界室内田径锦标赛女子铅球金牌得主、2022年欧洲田径锦标赛女子铅球银牌得主、2023年欧洲运动会女子铅球金牌得主。